# Destino (curtmetratge)
Destino (nom original en castellà) és un curtmetratge d'animació estatunidenc dirigit per Dominique Monféry, estrenat l'any 2003.
Destino és un curtmetratge excepcional pel fet que la seva producció va començar originalment el 1945, 58 anys abans de la seva finalització i estrena el 2003. El projecte originalment era una col·laboració entre Walt Disney i el pintor surrealista català Salvador Dalí. El 2003, Destino va ser inclòs a l'espectacle Animation Show of Shows, que fa una selecció anual dels millors curtmetratges d’animació de l’any comissariada i presentada per Ron Diamond, fundador d’Acme Filmworks i que se celebra des del 1998 amb l’objectiu de mostrar els curts d’animació més originals, divertits i intel·ligents de tot el món, presentant-los als principals estudis d’animació, amb l’objectiu d’inspirar als seus animadors i directors.

## Argument
El curtmetratge, de set minuts de duració, explica la història de Chronos i el seu desgraciat amor per una dona mortal anomenada Dahlia. La història continua mentre Dahlia balla a través de paisatges surrealistes inspirats en les pintures de Dalí. No hi ha diàleg, però hi ha la música d'Armando Domínguez. Des dels inicis del projecte es conservava una prova d'animaciól de 17 segons que va ser inclosa al curtmetratge final, és un fragment en el que apareixen dues tortugues (una referència a una seqüència de Fantasia 2000 on surt el soldadet de plom i al beisbol com a metàfora de la vida).

## Producció
El curtmetratge va ser guionitzat per John Hench, artista de l'estudi de Disney, i per l'artista Salvador Dalí, els quals van treballar plegats durant vuit mesos entre 1945 i 1946. No obstant això, la producció es va cancel·lar poc després ja que la companyia de Walt Disney, en aquell temps Walt Disney Studios, tenia molts problemes financers. Hench va compilar una prova d’animació curta d’uns 17 segons amb l'esperança de tornar a reactivar l’interès de Disney pel projecte, però la producció ja no es va considerar financerament viable i es va suspendre indefinidament.
El 1999, el nebot de Walt Disney, Roy E. Disney, mentre treballava a Fantasia 2000, va desenterrar el projecte i va decidir tornar-lo a la vida. Walt Disney Studios Paris, el petit departament de producció parisenc de la companyia, va assumir la responsabilitat de completar el projecte. El curt va ser produït per Baker Bloodworth i dirigit per l'animador francès Dominique Monféry en el seu primer paper de direcció. Un equip d'aproximadament 25 animadors va desxifrar els críptics guions il·lustrats de Dalí i Hench —amb l'ajuda dels diaris de la dona de Dalí, Gala Dalí i, lògicament, del mateix Hench— i amb això van poder acabar la producció de Destino.
El curtmetratge definitiu es va crear, principalment, mitjançant tècniques d'animació tradicional, incloent la prova original de Hench, però es va fer servir també animació per ordinador.

## Música
La música del curtmetratge va ser escrita pel compositor mexicà Armando Domínguez i interpretada per la cantant mexicana Dora Luz.

## Exhibicions públiques
Destino es va estrenar el 2 de juny de 2003 al Festival Internacional de Cinema d'Animació d'Annecy a Annecy, França. La pel·lícula va ser nominada a l'Oscar al millor curtmetratge d'animació del 2003. El 2004, Destino es va estrenar en algunes sales selectes junt amb la pel·lícula d'animació The Triplets of Belleville, i també amb Calendar Girls.
Després l'animació s'ha mostrat en múltiples ocasions:
- El 2005, al Museu d’Art de Filadèlfia, com a part d’una important mostra retrospectiva de Dalí titulada El renaixement de Dalí: noves perspectives sobre la seva vida i art després del 1940.

- El 2007, a la Tate Modern de Londres, com a part de l'exposició Dalí & Film.
- Entre el 2007 i el 2008, al Museu d’Art del Comtat de Los Angeles, com a part de l'exposició Dalí.
- El 2008, al Museu d’Art Modern de Nova York, en una exposició anomenada Dalí: pintura i cinema
- el 2008, al Museu Dalí de Sant Petersburg, Florida.
- El 2009, a la National Gallery of Victoria de Melbourne, a través de l'exposició Dalí Liquid Desire.
- Entre el 2009 i el 2010, al Dayton Art Institute de Dayton, Ohio, en una exposició titulada Dalí i Disney: l’art i l’animació del destí.
- El 2012, al Centre Georges Pompidou de París i al Museo Reina Sofía de Madrid, la pel·lícula es va presentar a l'exposició Dalí. [6]
- El 2019, a la Potsdamer Platz de Berlín, a l'exposició Dalí.

## Mitjans de reproducció
El DVD de Disney True-Life Adventures, volum 3, inclou un tràiler de Destino i esmenta la seva propera versió en DVD. Destino es va incloure en el Blu-ray Fantasia & Fantasia 2000 Edition especial publicat el 30 de novembre de 2010, així com en el Blu-ray independent Fantasia 2000. També s'ha publicat una versió independent de DVD exclusivament al Museu Salvador Dalí i al Teatre i Museu Dalí. Aquests llançaments van ser acompanyats d'un llargmetratge documental sobre el projecte anomenat Dalí i Disney: una cita amb destí. El gener de 2020, Destino es va llançar al servei de reproducció en línia del canal Disney+.

## Premis i nominacions
- Destino va ser guardonada el 2 de juny de 2003 al Festival Internacional de Cinema d'Animació d'Annecy a França.
- El 2004 va rebre una nominació a l'Oscar.[4]